# Alatskivi slott
Alatskivi slott (estniska: Alatskivi loss; tyska: Schloss Allatzkiwwi) är en nygotisk slottsbyggnad i Alatskivi, Estland. 
Slottsbyggnaden uppfördes, i sin nuvarande form, av friherre Arvid Georg von Nolcken under 1800-talet. Slottet renoverades från 2005 till 2011, och har alltsedan dess varit öppet för besökande.